# Караффа-дель-Бьянко
Караффа-дель-Бьянко (итал. Caraffa del Bianco) — коммуна в Италии, располагается в регионе Калабрия, подчиняется административному центру Реджо-Калабрия.
Население составляет 622 человека, плотность населения составляет 52 чел./км². Занимает площадь 12 км². Почтовый индекс — 89030. Телефонный код — 0964.
Покровительницей коммуны почитается Пресвятая Богородица (Madonna degli Angeli), празднование 6 августа.